# 伊屋ヶ谷

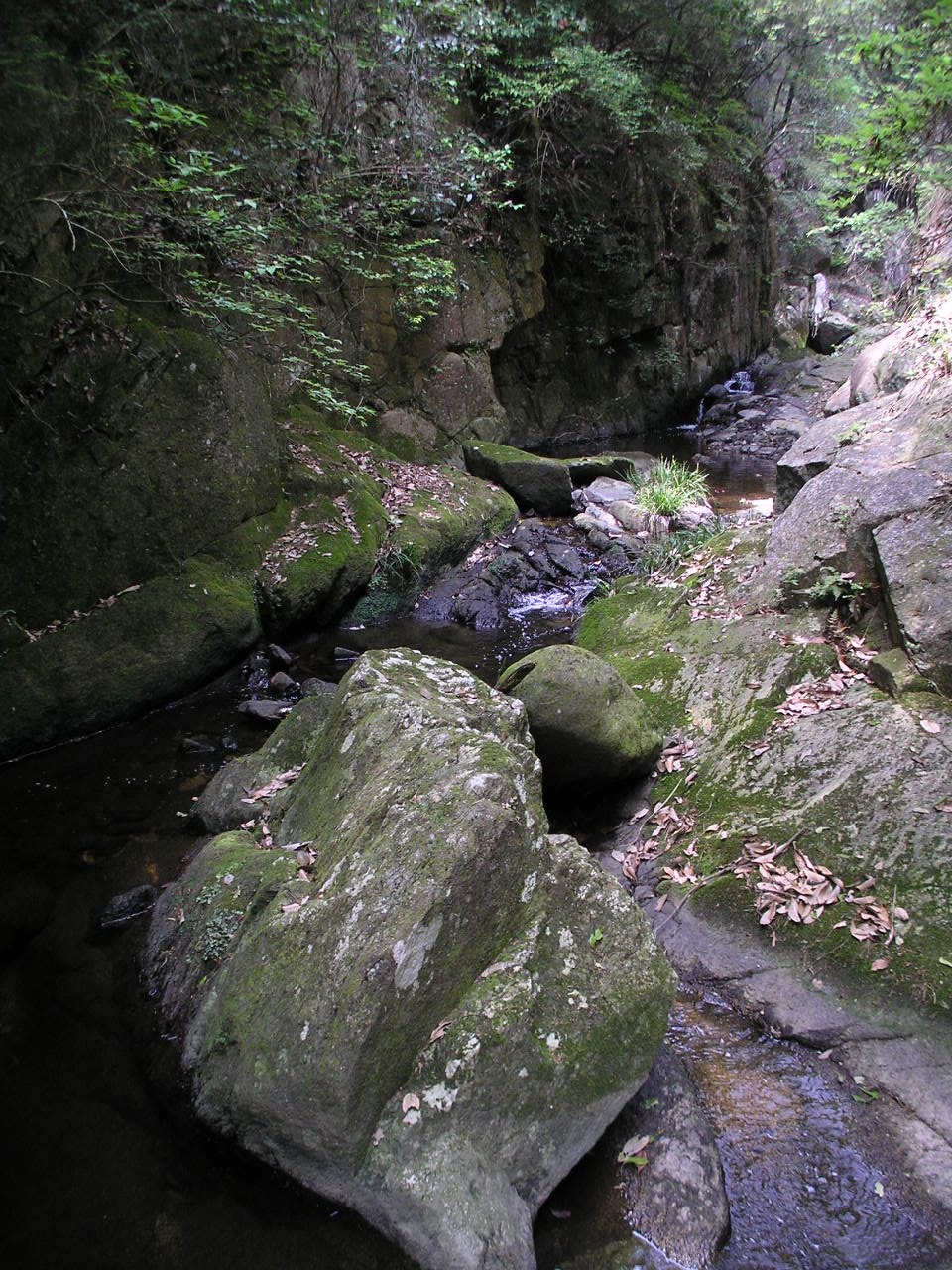
「神戸の黒部峡谷」「神戸最後の秘境」など多くの異名を持つ伊屋ヶ谷

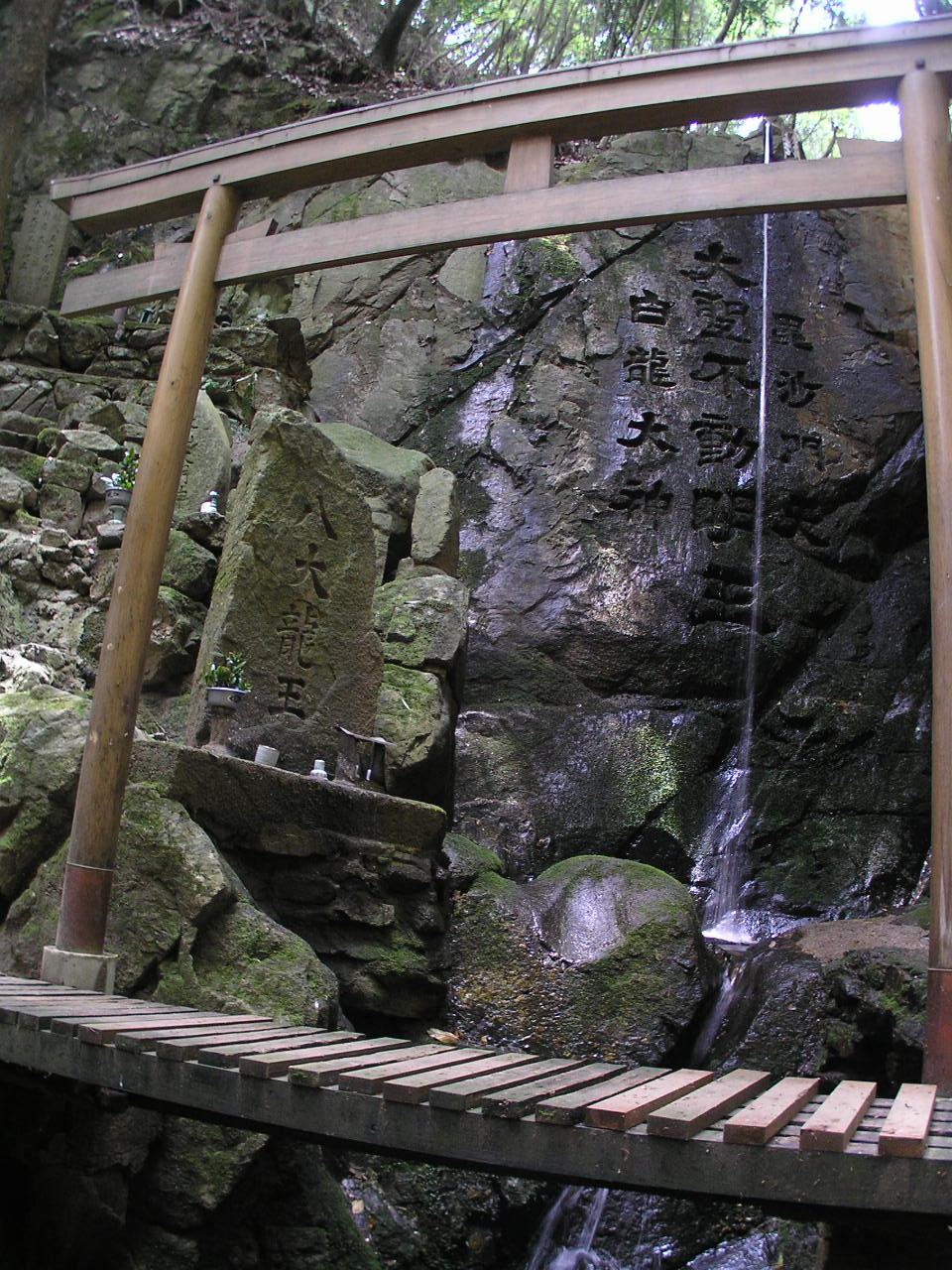
龍樹院修験滝

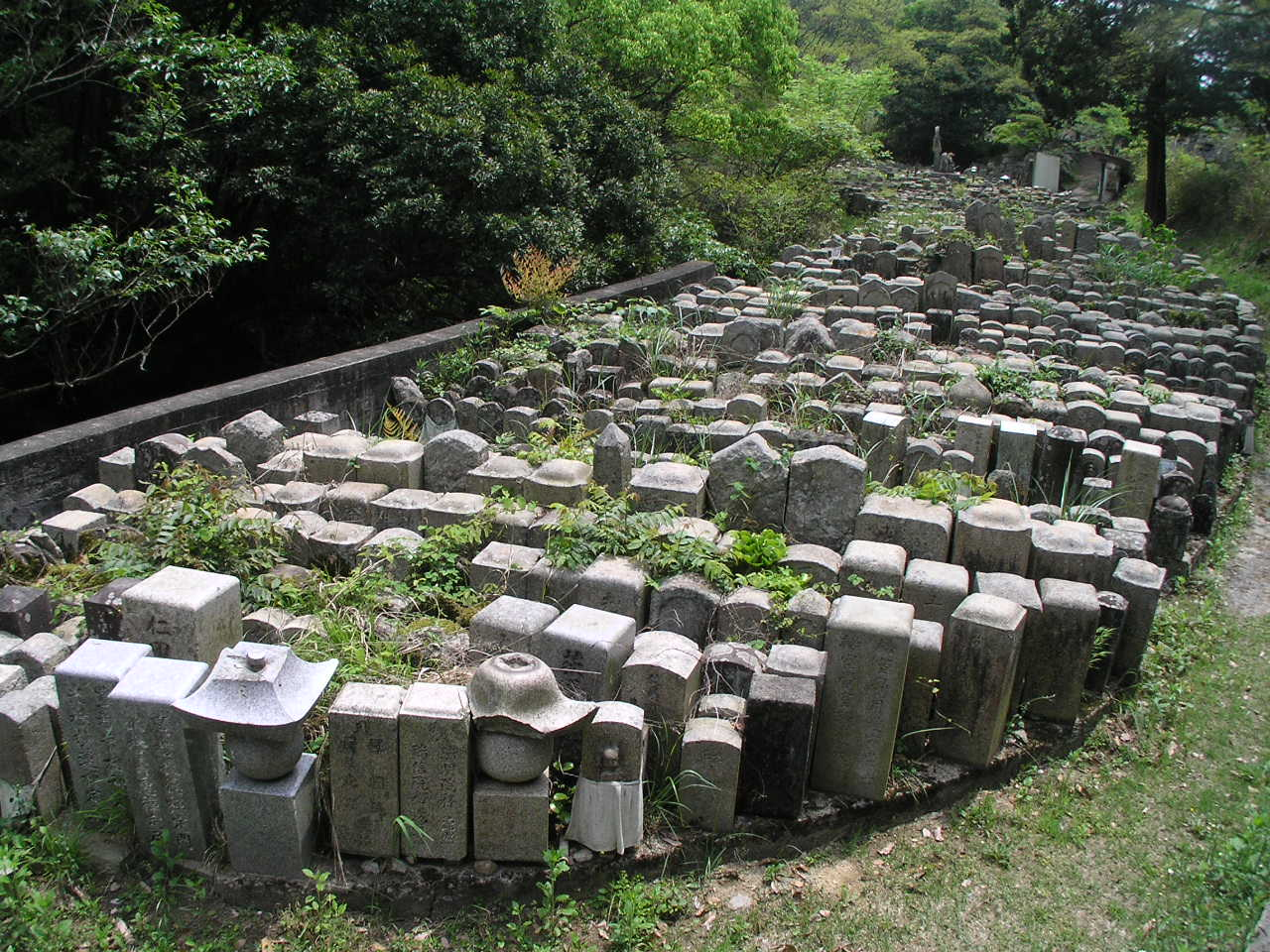
伊屋ヶ谷下流付近。化野念仏寺もかくやと思わせるほどの無数の無縁仏が立ち並び独自の雰囲気を漂わせる

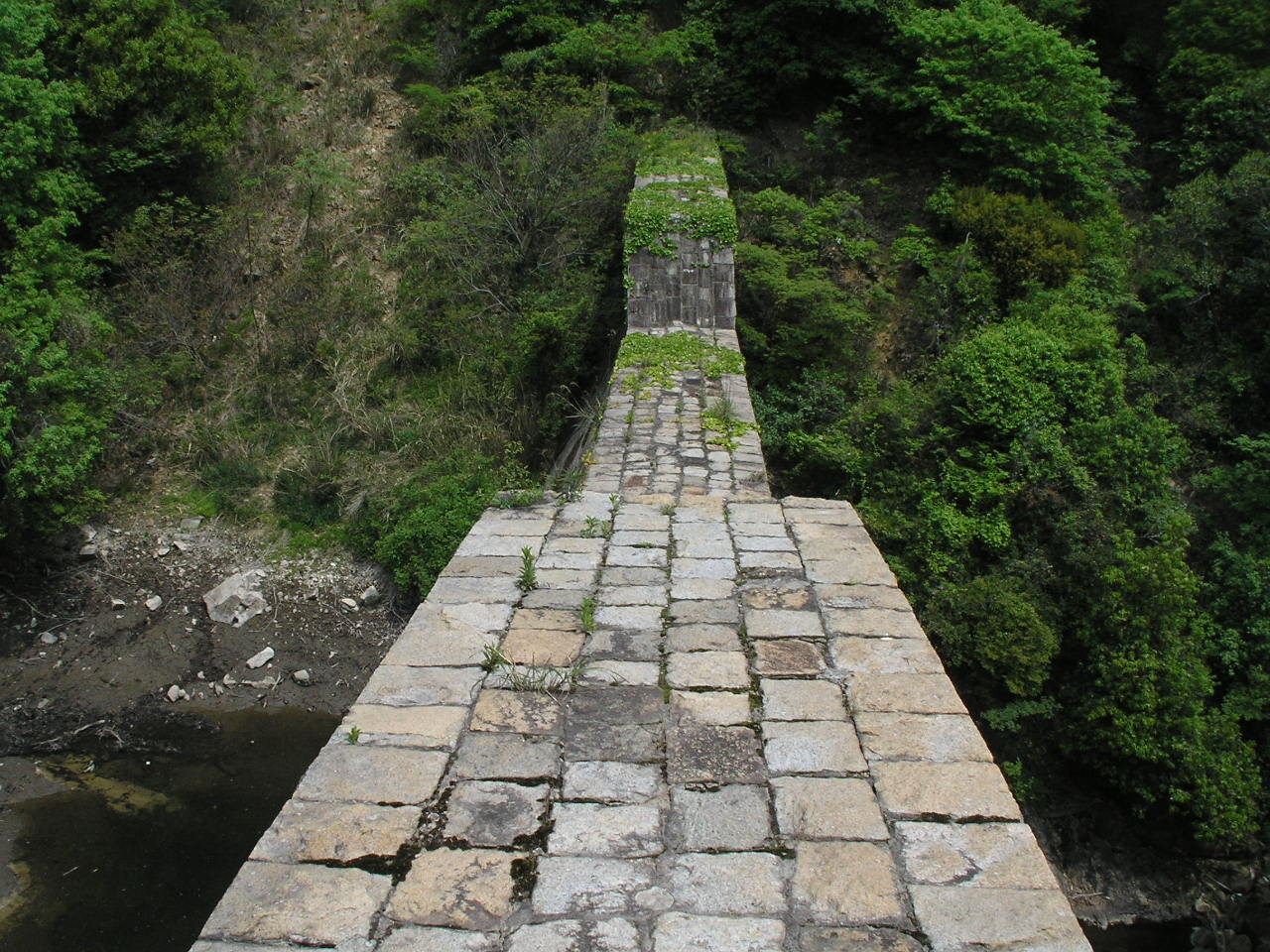
伊屋ヶ谷砂防ダム

伊屋ヶ谷（いやがたに）は、神戸市北区の高尾山（403.2m）および菊水山（458.8m）西側の伊屋ヶ谷東尾根により形成された谷。国土地理院地形図にはイヤガ谷と表記される。

## 概要
深く落ち込んだ急峻な谷が曲折しながら連続するため、都市部から近い距離にありながら開発の手も及ばず、このため非常に貴重な動植物の生態系を維持している。来る者もまれであることから“神戸最後の秘境”とも形容されることがある。原生林に覆われており、昼なお暗く源流に近づくにつれ谷はその幅を縮め幽邃の感を強める。大小、形状もさまざまな滝が連続し、2つの砂防堰堤の中間地点付近から分岐する小さな支流を遡れば、龍樹院という、禊の滝を持つ修験道場があり、多くの石仏、石碑が建ち並ぶ。かつては信者向けの小屋が建っていたが、今はその跡が残るのみである。神戸市北区高尾山北東に源流を発するイヤガ谷川が流れ、神戸市の水がめである烏原貯水池に流れ込む。
イヤガ谷川は、かつては清流を誇ったが、1960年代上流部の宅地開発によって水質悪化が著しく、現在では上流部から移入したブラックバスなども生息する。その他、主な魚種はオイカワ、カワムツなどである。貝類ではカワニナが数多く生息したが近年減少傾向にある。その他、サワガニも多く生息する。

## 地理
1960年代に開発された神戸市北区星和台と神戸市長田区雲雀ヶ丘という2つの住宅地に挟まれるように南北に2㎞にわたり横たわる。

## 交通
- 神戸電鉄鵯越駅から徒歩10分。

## アクセス
右岸の伊屋ヶ谷源流を目指すそま道は、神戸市立鵯越墓園旧墓地内に入り口があるため、非常に分かりにくい。また、左岸側には伊屋ヶ谷東尾根をたどる関西電力の保守目的をかねたそま道が神戸市北区君影町の団地まで続いており、ハイキングコースとしても利用されている。途中からは神戸市市街と大阪湾から明石方面、菊水山、石井ダムなどが一望でき、妙号岩などの奇勝が観察できる。但し、このコースから伊屋ヶ谷へは下りることはできない。